# 東方三博士の礼拝 (ギルランダイオ、ウフィツィ美術館)
『東方三博士の礼拝』（とうほうさんはかせのれいはい、伊: L'Adorazione dei Magi, 英: The Adoration of the Magi）は、ルネサンス期のイタリアの画家ドメニコ・ギルランダイオが1487年に制作した絵画である。テンペラ画。『新約聖書』で言及されている東方三博士の礼拝を主題としている。巨大なトンド形式の作品で、ギルランダイオの代表作の1つ。現在はフィレンツェのウフィツィ美術館に所蔵されている。またピッティ宮殿に工房によるサイズの小さな複製が所蔵されている。

## 制作背景
一般的に本作品はロレンツォ・トルナブオーニが所有したトンド形式の『東方三博士の礼拝』と同一の作品と見なされている。おそらく1487年にロレンツォ・トルナブオーニとその妻ジョヴァンナ・デリ・アルビッツィとの間に、息子ジョバンニ・トルナブオーニ（Giovanni Tornabuoni）が生まれたことを記念して発注されたのではないかと考えられている。おそらく個人的な礼拝のために制作された絵画であり、本作品の大きなサイズは最高水準の依頼であったことを示している。

## 作品

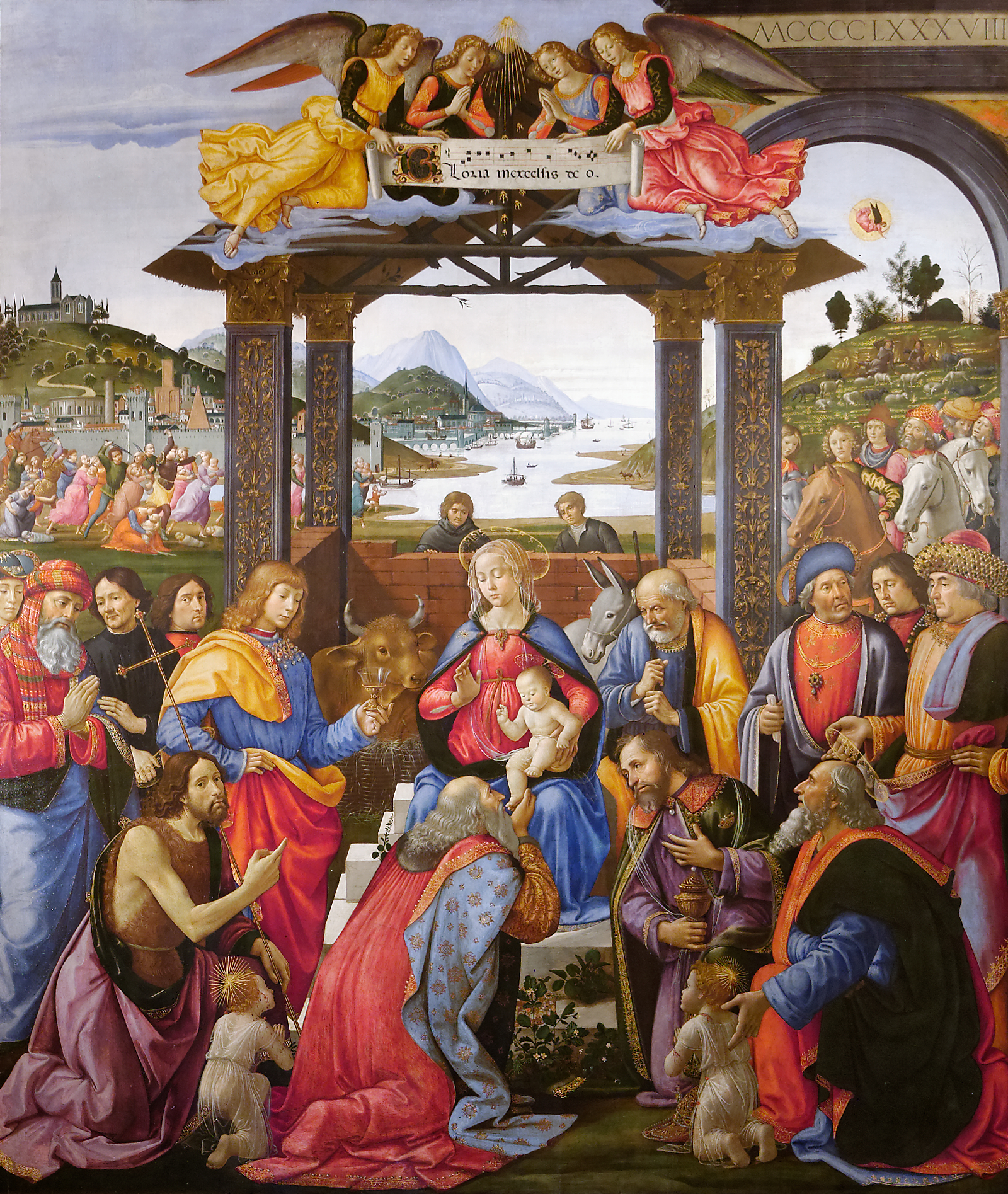
同じくギルランダイオの『東方三博士の礼拝』。1485年から1488年。捨て子養育院美術館所蔵。

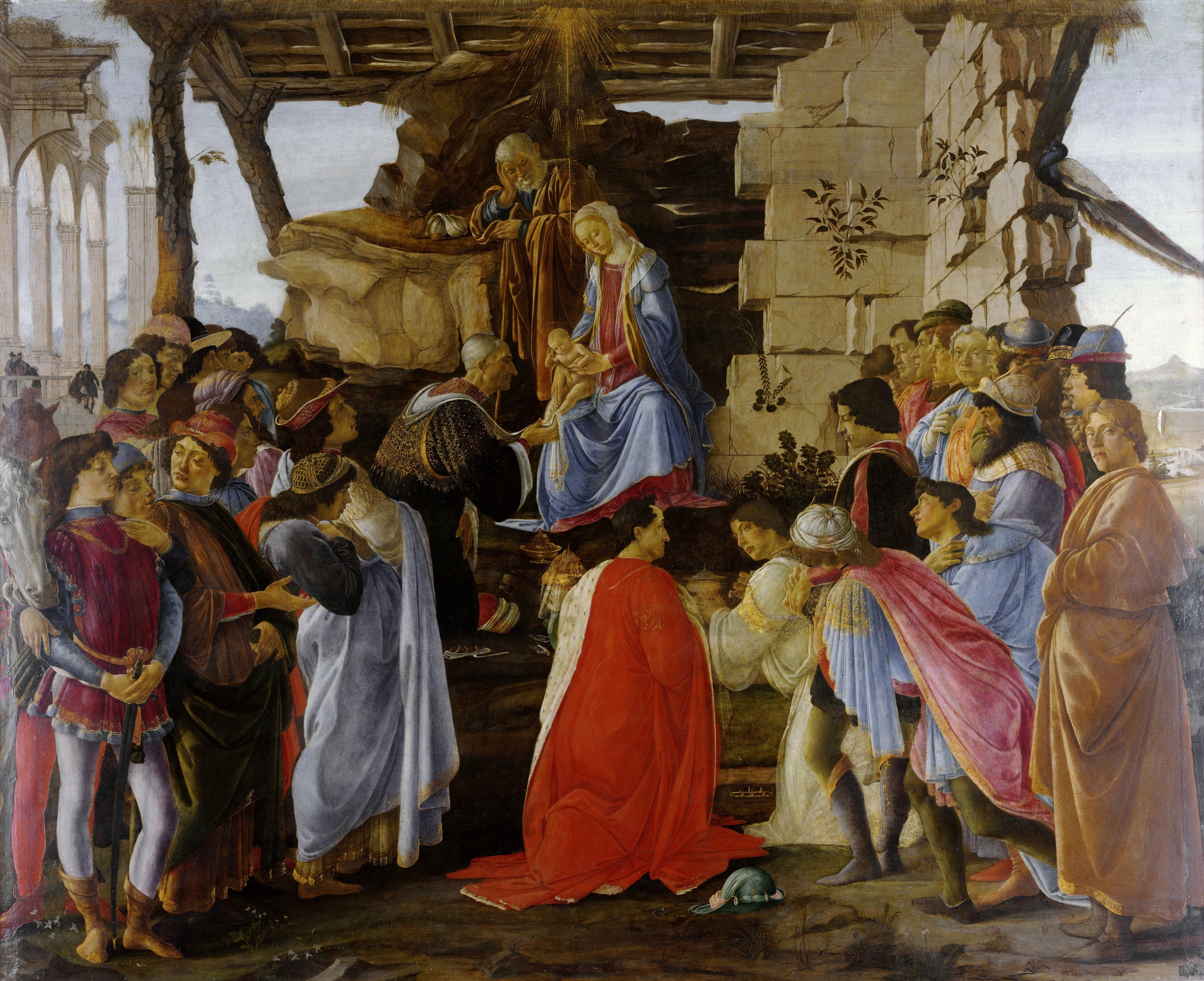
サンドロ・ボッティチェッリ『東方三博士の礼拝』。1476年頃。ウフィツィ美術館所蔵。

ギルランダイオは東方の三博士が幼児のイエス・キリストに礼拝する場面を、古代の建築物の廃墟の中に建てられた馬小屋の前に設定している。古代の廃墟はキリスト降誕や幼児キリストの礼拝を描いた絵画で繰り返し登場するモチーフであり、異教が崩壊し、キリスト教が誕生することを暗示している。
聖家族はウシとロバを馬小屋に残したまま屋外に出ており、聖母マリアは馬小屋から離れた場所に放置されたままになっている古代の建築に用いる大理石の石材の上に座って幼児キリストを彼らに示している。また聖ヨセフはその傍らに座して物思いにふけっている。三博士は頭上の王冠を脱いで地面に置き、聖家族の前でひざまずいている。最年少のバルタザールは黒人として描かれていない。しかしバルタザールの頭から王冠を外そうとしている召使の少年の肌が黒いことは彼が東方の王であることを明らかにしている。また多くの兵士や見物人で構成された人々は、円形の画面を反映して、奥行きある背景に向かって広く半円形に配置されている。最前景の花が咲いた緑の草地には大理石の石材が転がっており、1487年の日付が刻まれている。さらに石材のそばには荒い布の袋、携帯用の水筒、眼鏡ケースなどの旅行用品が描かれており、ほとんど静物画の様相を呈している。
ギルランダイオは画面の人物たちに同時代の様々なファッションをまとわせて、繊細かつ卓越した技量で描いている。黒人の少年の召使は縞模様の衣装が目を引くが、その顔は短縮法を用いて巧みに描かれている。またバルタザールの繊細な横顔はフィリッピーノ・リッピを思い出させる。画面左端の男性は赤い大きな帽子をかぶっている。
画面右でひざまずいている黒い長髪の男性は一族の当主であるロレンツォ・トルナブオーニと考えられている。
本作品のはるか彼方の遠景まで無限の広がりを見せる明るく澄み渡った空や、荘厳さをたたえた古代の廃墟は、サンドロ・ボッティチェッリがサンタ・マリア・ノヴェッラ教会のために制作した『東方三博士の礼拝』から影響を受けている。ギルランダイオはフランドル絵画からも影響を受けており、とりわけ最前景の静物にそれが表れている。廃墟の装飾的フリーズはギルランダイオがローマ滞在中に見た古代美術に触発されたものである。

## 来歴
本作品はロレンツォ・トルナブオーニの処刑後の1498年に作成された目録に記載されている。絵画はルナブオーニ宮殿にある壁面をスパッリエーラで装飾し、カッソーネおよび銀と金で仕上げられたベッドがある寝室に飾られていた。後にジョルジョ・ヴァザーリもトルナブオーニ家が所有していたトンドの絵画について言及している。1780年にウフィツィ美術館に収蔵された。